# Antonina (esposa de Belisari)
Antonina (484 – després del 565) fou una patrícia romana d'Orient, esposa del general Belisari, sobre el que va exercir una gran influència.

## Família
Procopi, secretari de Belisari, narra que tant el pare com l'avi d'Antonina foren conductors de carros de cursa. La seva mare, de nom desconegut, era actriu de teatre. Segons Procopi: "La seva mare era una de les prostitutes vinculades al teatre."

## Biografia
Sempre segons Procopi, Antonina va dur una vida dissoluta, tenint diversos fills abans de casar-se amb Belisari, amb qui va tenir tan sols una filla reconeguda.
Antonina era la protegida i amiga de l'emperadriu Teodora, actuant com a agent seu en més d'una ocasió.
Antonina va acompanyar Belisari en les seves campanyes, essent la primera la campanya del general al nord d'Àfrica per combatre els vàndals. Més tard també va acompanyar el seu marit en la guerra gòtica, on aparentment va actuar al servei de l'emperadriu per deposar el Papa Siveri I, el (537), acusat d'intentar negociar amb el rei got Vitigès. Alguns historiadors contemporanis sospiten que Siveri fou assassinat i es suggereix Antonina com a culpable, encara que el nou Papa Vigili I també seria sospitós.
Va patir el Setge de Roma (537-538) amb Belisari, fins que aquest la va enviar a Nàpols, on va ajudar Procopi, secretari de Belisari, en reunir una flota i transportar subministraments i reforços a Roma, desembarcant al port d'Òstia.
Probablement, Antonina va romandre a Itàlia fins a la caiguda de Ravenna i la captura del rei got Vitigès abans de tornar a Constantinoble el 540. Belisari tenia la nova missió de liderar la guerra contra l'Imperi Sassànida. Mentrestant, Antonina es va encarregar de lliurar a Teodora el seu enemic polític Joan de Capadòcia. Joan i Teodora rivalitzaven per la seva influència sobre l'emperador i sovint s'acusaven l'un a l'altre davant d'aquest. Amb el retorn de Belisari, molt popular gràcies a la seva victòria davant dels Gots, Joan va pensar que tindria un nou i fort aliat, ja que Belisari i Teodora eren també enemics polítics. Antonina es va aprofitar d'aquest fet per fer creure a Joan que el recolzarien si traïa l'emperador, quan en realitat el que va fer és vendre'l a l'emperadriu.
Després d'això, Antonina va marxar a l'est per trobar-se amb el seu marit, però sembla que les seves públiques ofenses i obertes relacions amb el seu amant van acabar per provocar la ràbia del general, qui va ordenar empresonar-la. En aquesta ocasió, només la intervenció de la seva protectora Teodora la va salvar, car va ordenar a Belisari que la perdonés i la deixés tornar al seu costat.
Antonina va sobreviure a Teodora i també a Belisari, fet que situa la seva mort més tard del 565.